# Себастьян Лердо де Техада
Себастьян Лéрдо де Техáда (ісп. Sebastián Lerdo de Tejada; 24 квітня 1827, Халапа-Енрікес — 21 квітня 1889, Нью-Йорк) — президент Мексики з 19 липня 1872 року по 31 жовтня 1876 року. Молодший брат Мігеля Лердо де Техада, автора так званого «закону Лердо» (Див. також Війна за реформу).

## Біографія
Здобув освіту юриста. Очолював університет в Мехіко. Був соратником Беніто Хуареса, в 1855—1857 роках служив у Верховному суді, був міністром закордонних справ. З 1867 року обіймав посаду голови Верховного суду. У 1871 році був суперником Хуареса на президентських виборах, однак зазнав поразки. Після смерті Хуареса обраний президентом.
Ставши главою держави, домігся, задуманого Хуаресом установи Сенату — верхньої палати Конгресу, покликаної врівноважити його (спочатку конституція 1857 року передбачала однопалатний парламент). Вів боротьбу з місцевими каудильйо, зокрема, при ньому був розбитий Мануель Лосада, який роздавав індіанським селах поміщицькі землі. В період його президентства був прийнятий закон про реформи, яка обмежила економічну і політичну владу церкви. Основні антиклерикальні закони були включені в конституцію.
Для виключення залежності Мексики від США Лердо де Техада взяв курс на відновлення дипломатичних відносин з європейськими країнами, які були зіпсовані після Франко-мексиканської війни.
Президент бажав з'єднати столицю з головними містами штатів за допомогою телеграфу. При ньому було прокладено 1600 миль телеграфних ліній.
У 1873 році була відкрита лінія Веракрус-Мехіко. Лердо де Техада активно видавав залізничні концесії англійцям. При цьому він всіляко перешкоджав будівництву доріг з півдня на північ — до американського кордону, вважаючи, що «пустеля розділяє силу і слабкість». Однак під тиском великих поміщиків півночі країни президент віддав концесію на будівництво такої дороги мексикансько-британської компанії. Відмова надати Сполученим Штатам концесію на будівництво залізниці з Техасу в Мехіко, послужила однією з причин підтримки США заколоту Порфіріо Діаса, в результаті якого Лердо де Техада змушений був покинути країну в 1877 році.